# Żarnowiec (województwo wielkopolskie)
Żarnowiec – osada w Polsce położona w województwie wielkopolskim, w powiecie poznańskim, w gminie Dopiewo.

## Atrakcje turystyczne
- źródełko Żarnowiec

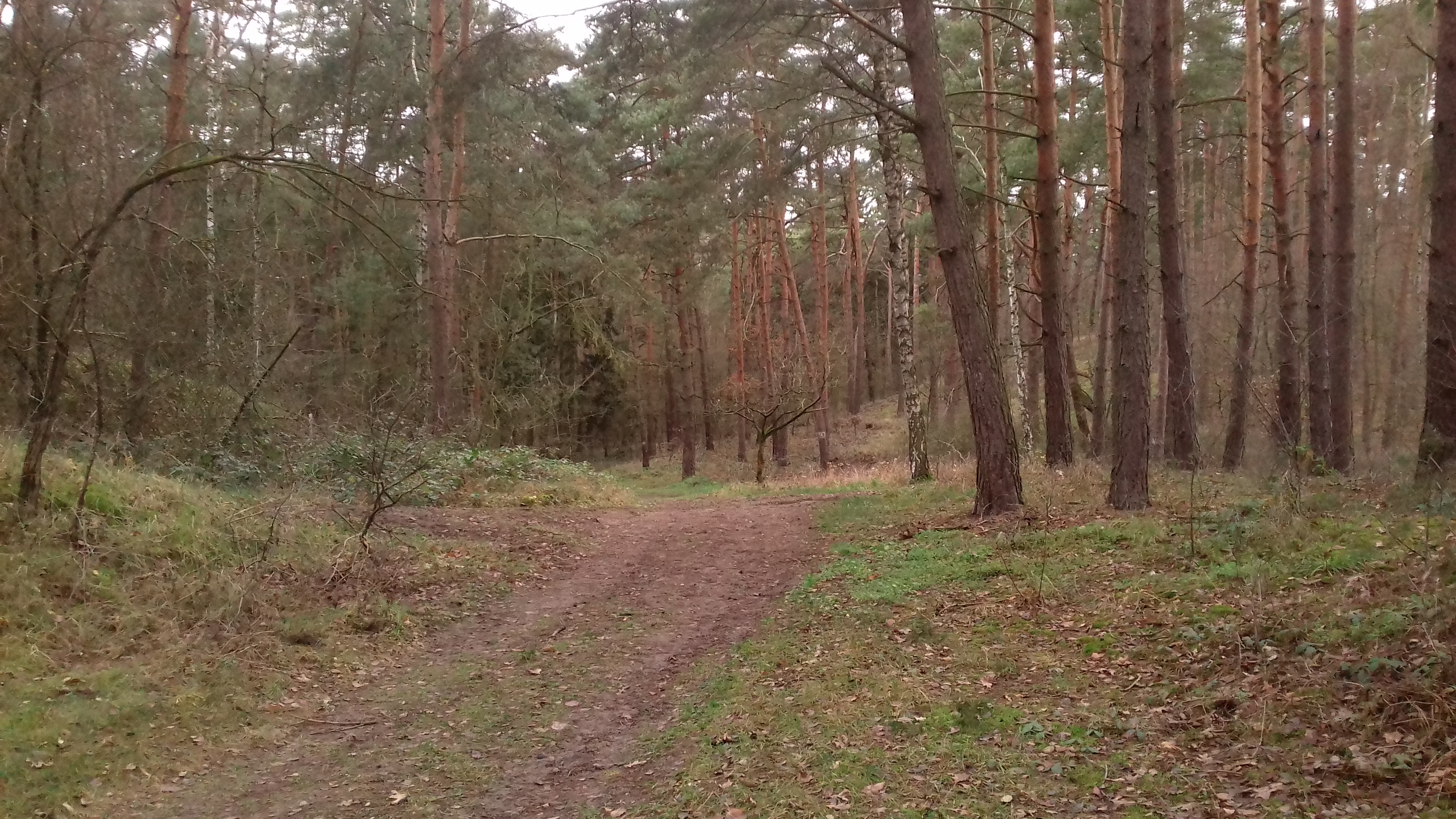
Niebieski szlak turystyczny na obrzeżach Żarnowca

- Szlak turystyczny Iłowiec - Otusz